# Nhà thờ St. Lukas (München)

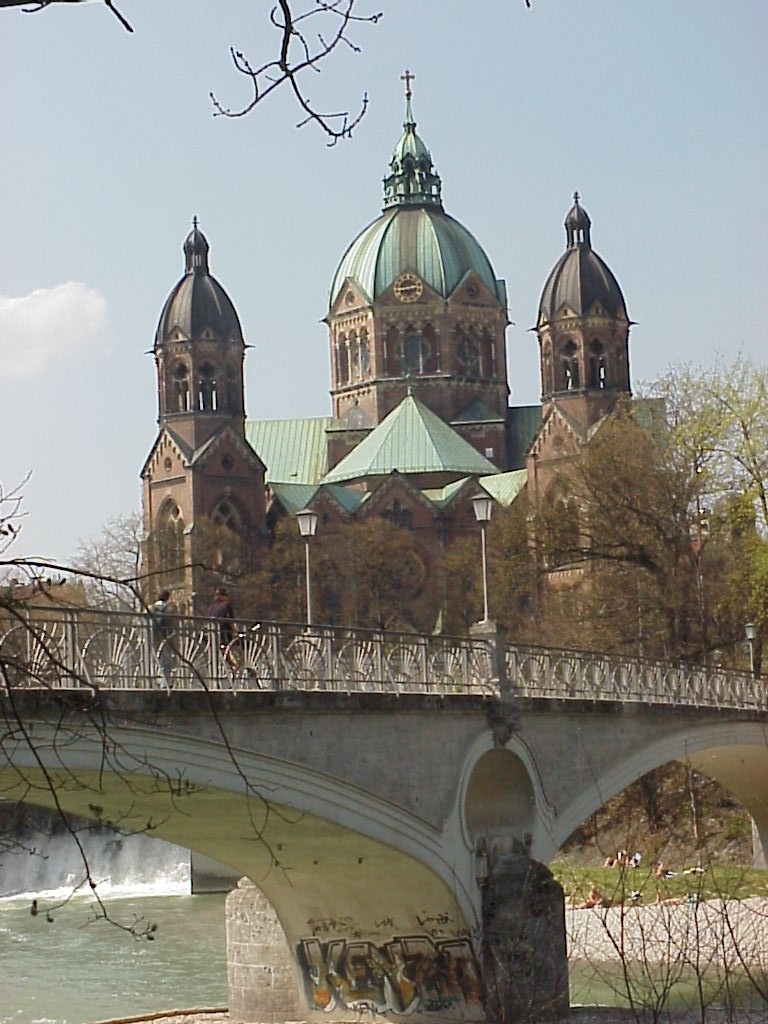
Nhà thờ St. Lukas với Kabelsteg

Nhà thờ St. Lukas là nhà thờ Luther thứ ba tại München. Nhà thờ được xây dựng vào năm 1893-1896 theo thiết kế của Albert Schmidt. Nhà thờ Thánh Luca là Nhà thờ Tin lành duy nhất gần như được bảo quản hoàn toàn lành lặn theo kiến trúc lịch sử ở München.

## Hình ảnh

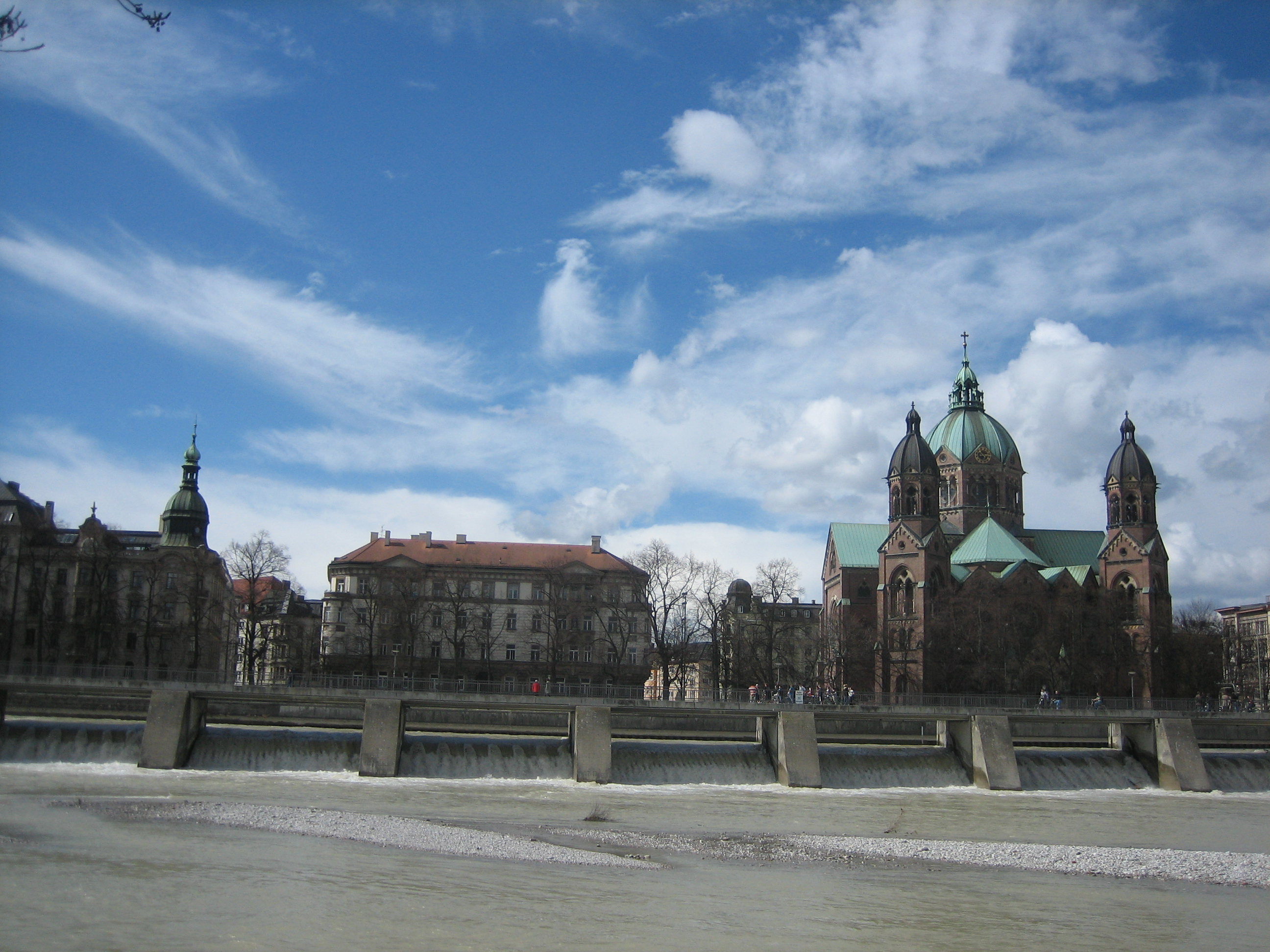
Nhà thờ St. Lukas nhìn từ bên kia sông Isar
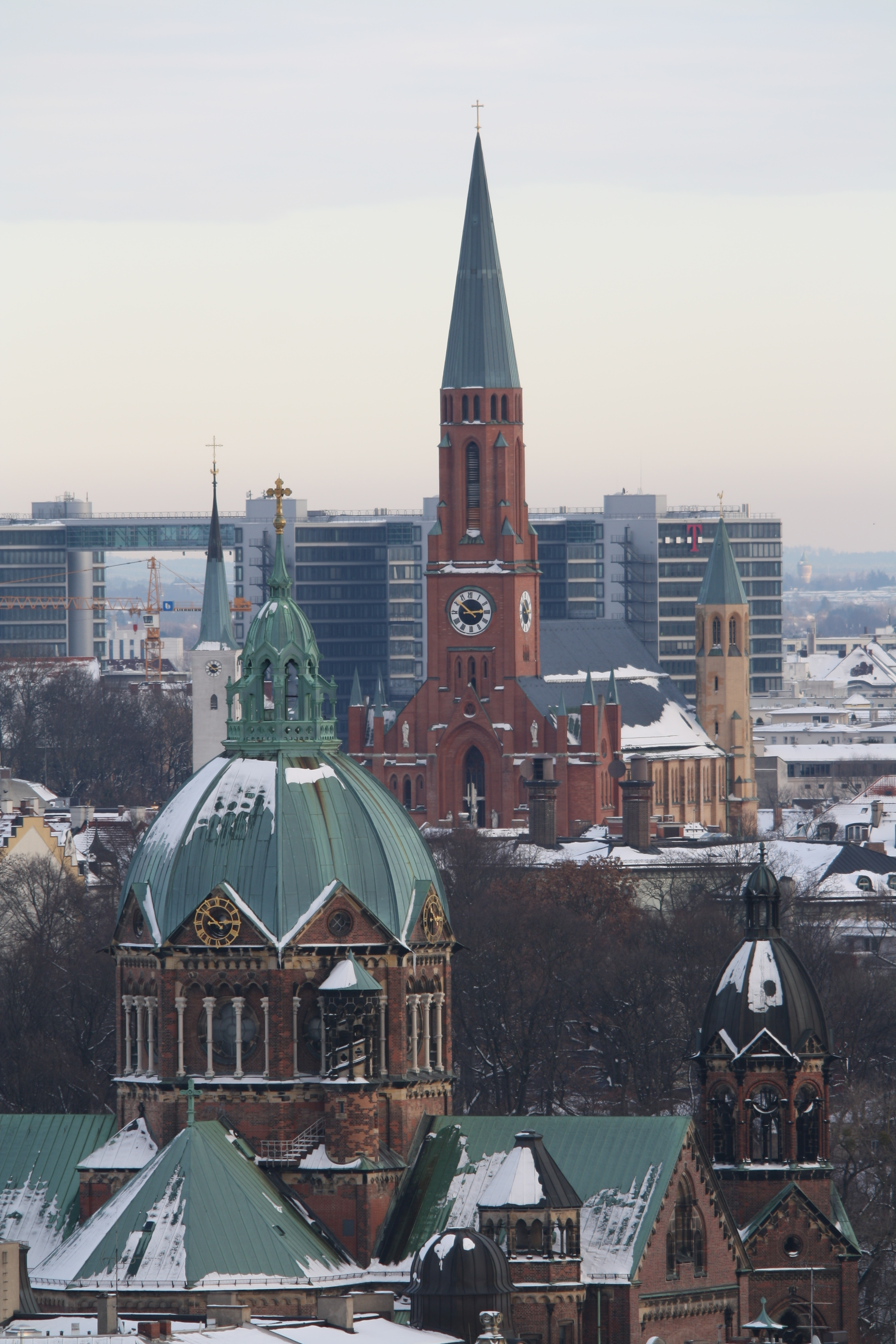
Nhà thờ St. Lukas với nhà thờ Công giáo St. John ở đằng sau
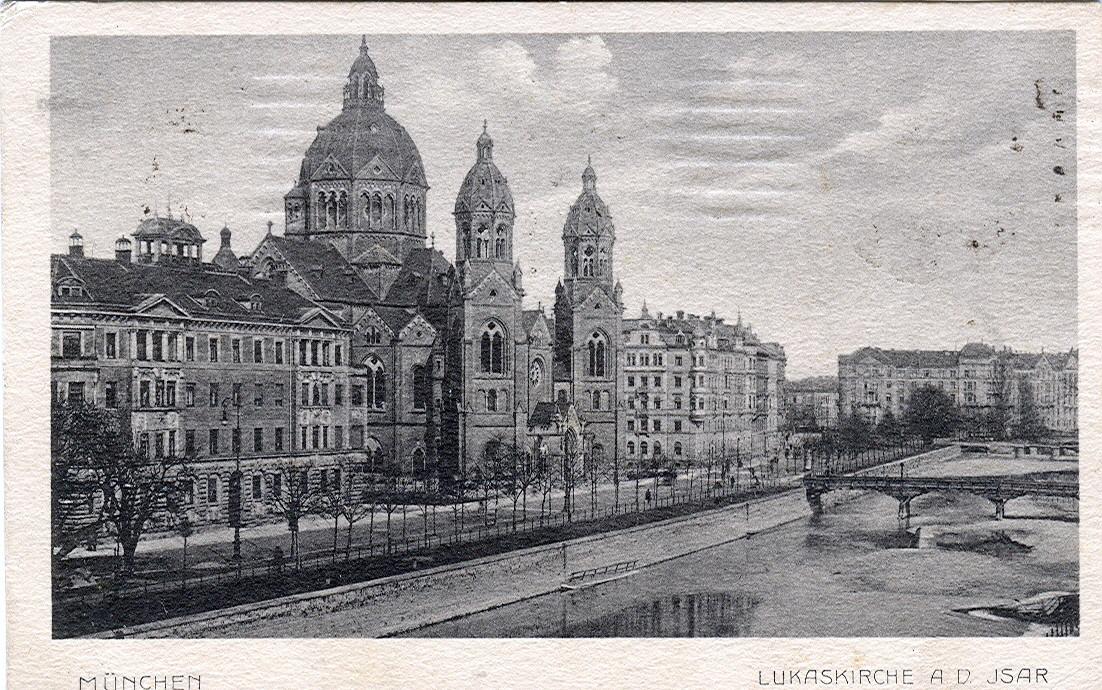
Nhà thờ St. Lukas 1918
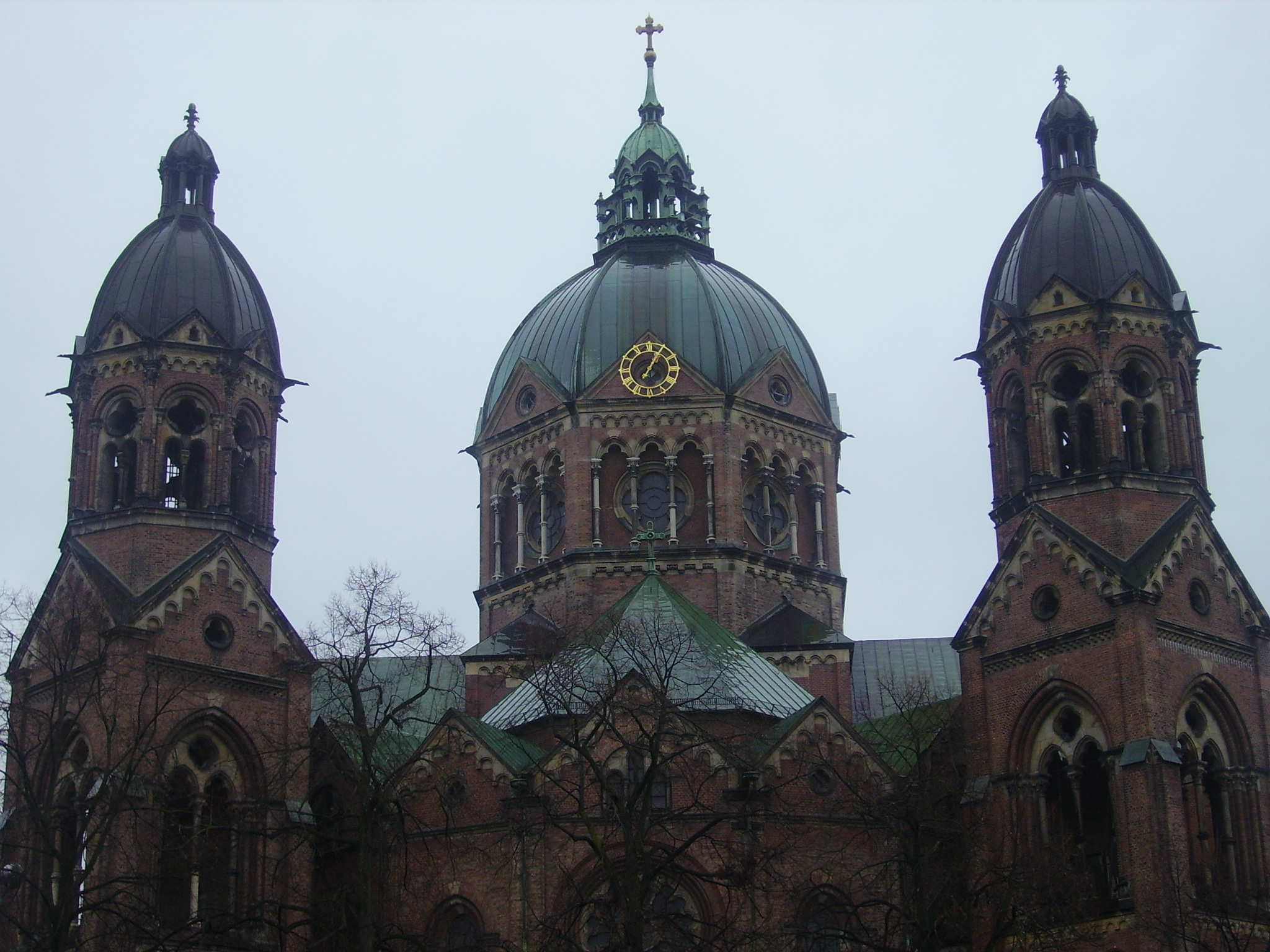
Bên ngoài
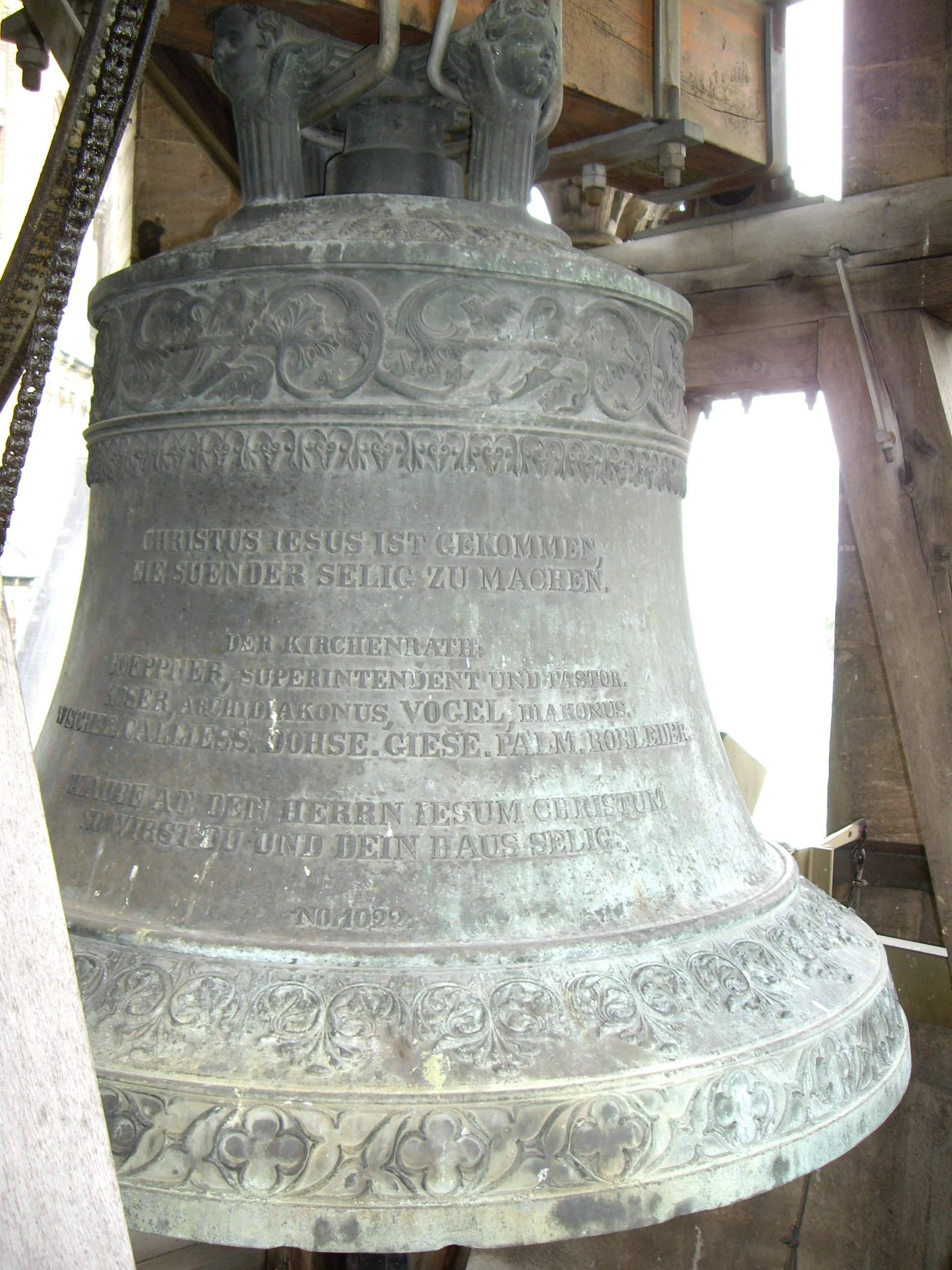
Chuông, 1862
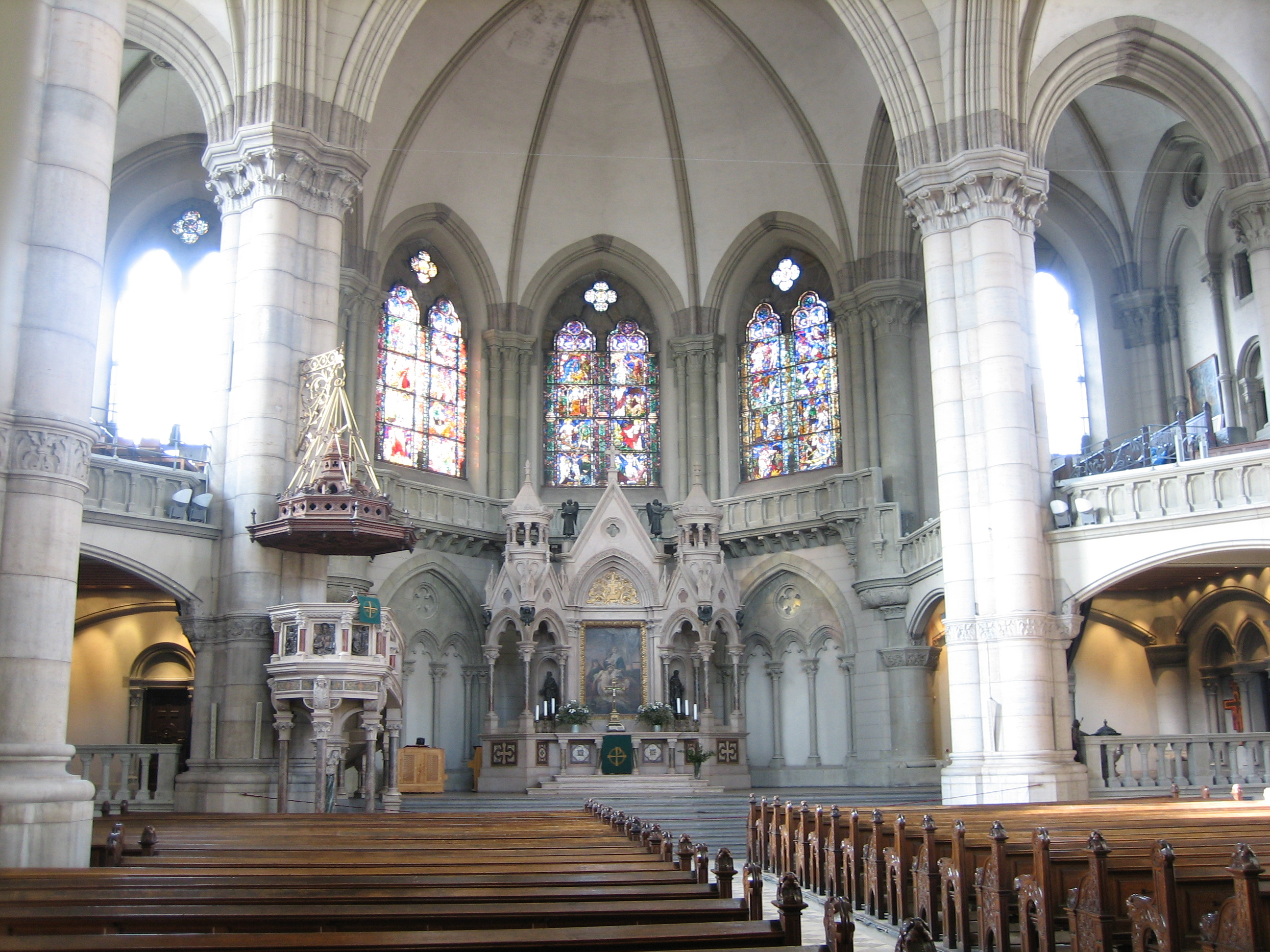
Nội thất
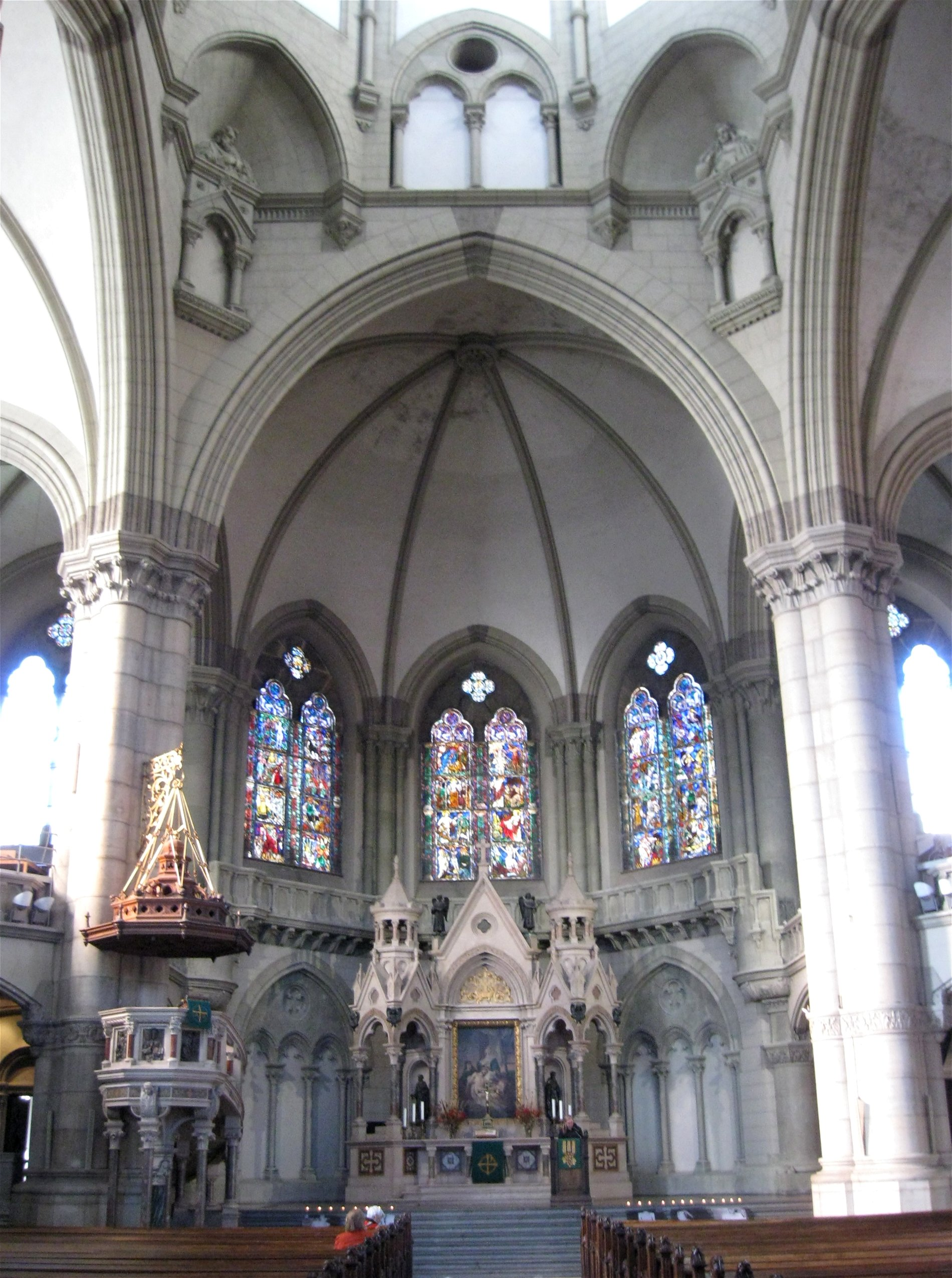
gian giữa của giáo đường
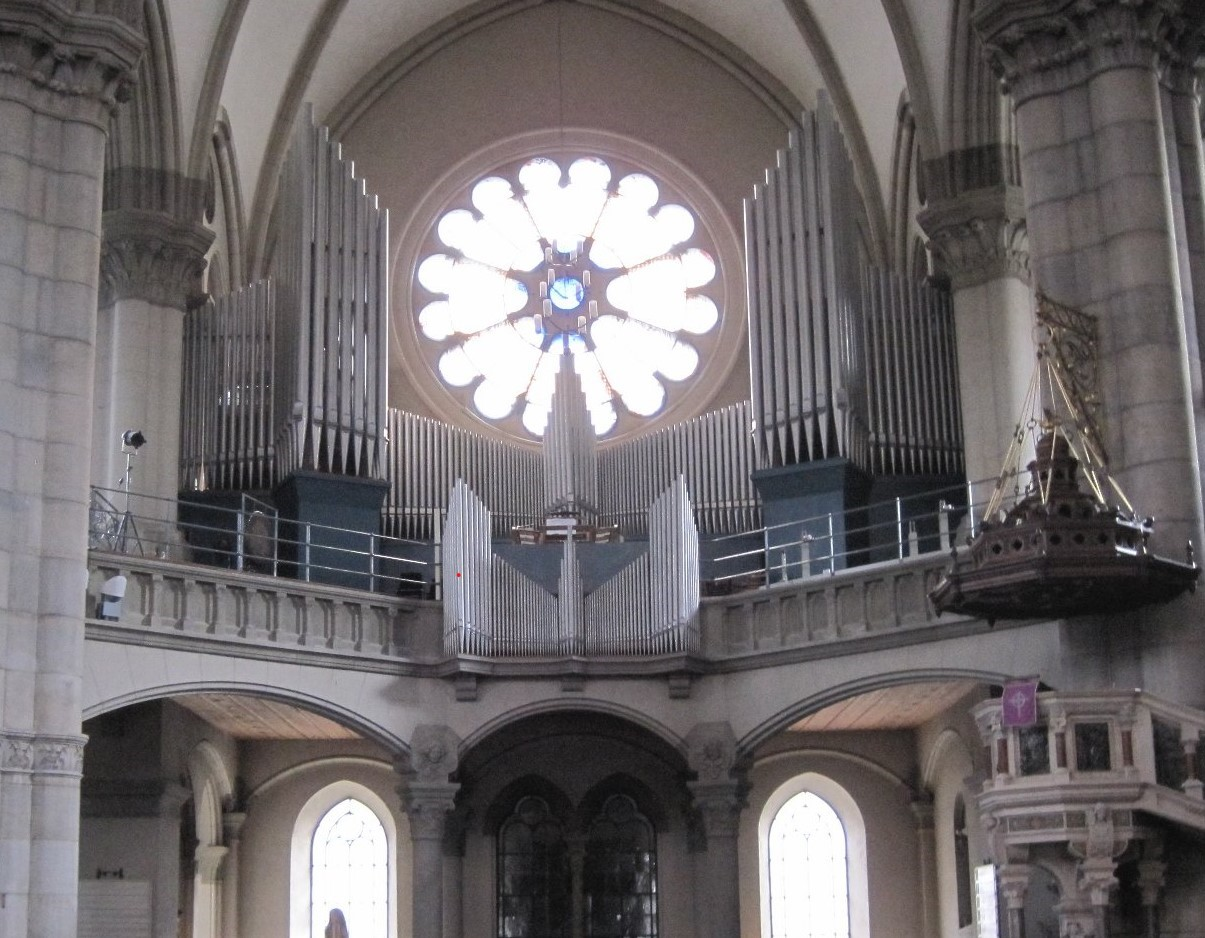
Đại phong cầm
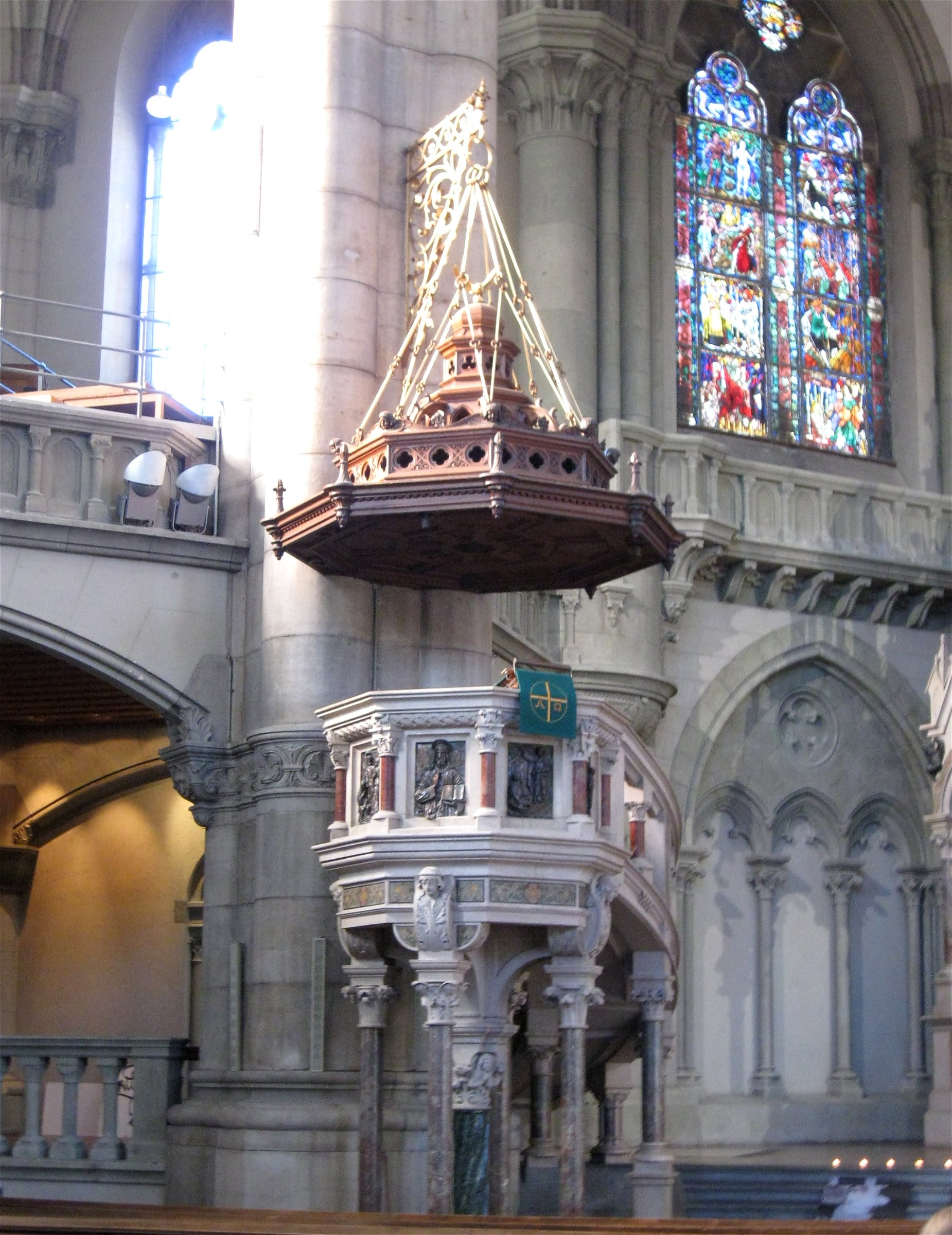
bục giảng
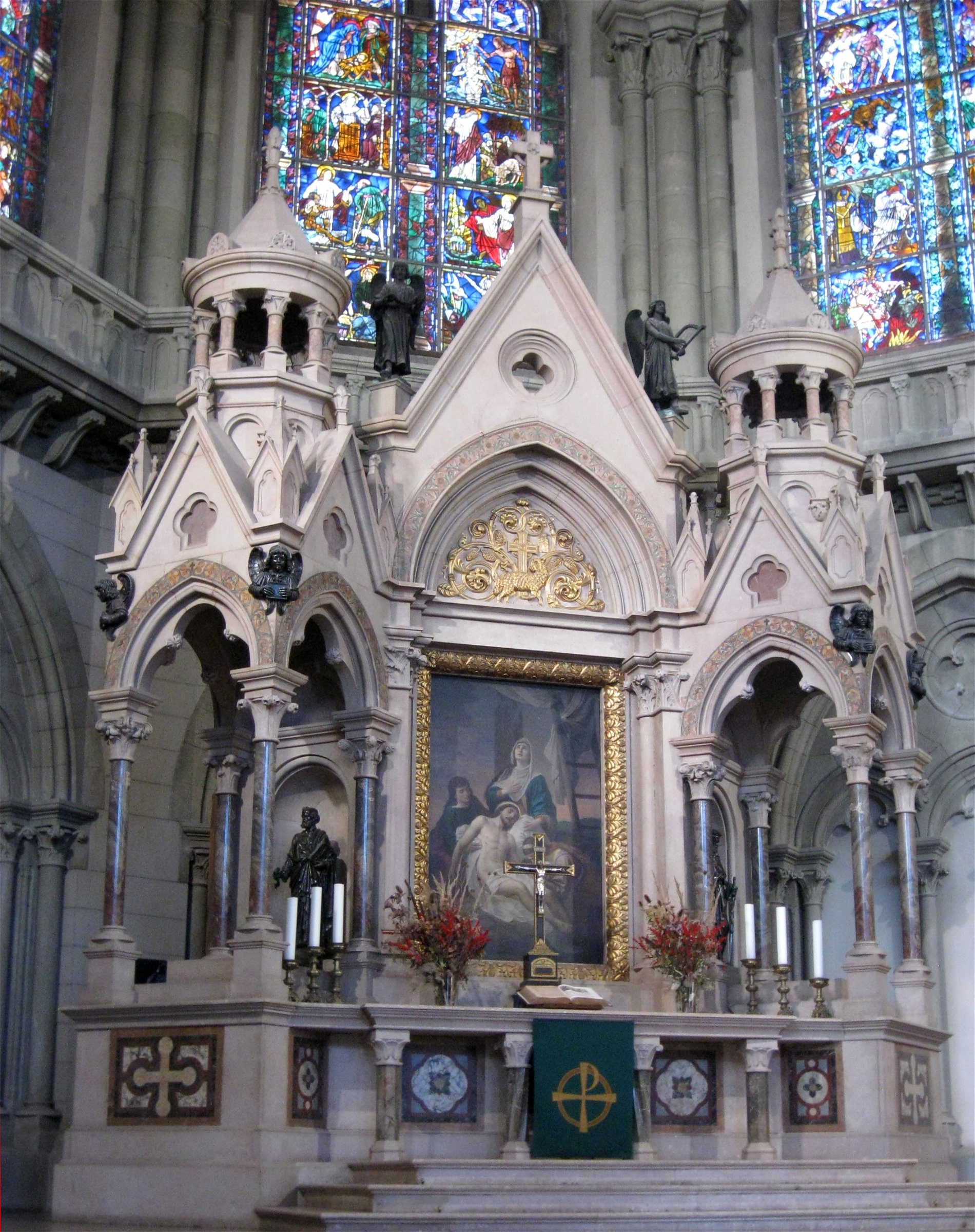
Bàn thờ